# Кулаев, Иван Васильевич
Иван Васильевич Кулаев (1857 — 26 ноября 1941) — российский золотопромышленник и деятель русской эмиграции, благотворитель. Основатель Просветительно-благотворительного фонда им. И. В. Кулаева для помощи русским эмигрантам.

## Биография

### В России
Сын сосланного на поселение в Сибирь отца, который решил заняться предпринимательской деятельностью. Родился в деревне Тюльково в Енисейской губернии. Учился в Красноярской гимназии, окончил 4 класса. С 1902 года жил в Харбине. Занимался добычей золота, торговлей (в том числе пушниной), брал подряды на строительство железных дорог (Забайкальской и КВЖД). В Маньчжурии Кулаев создал «Русское мукомольное товарищество» (с 1910 оно стало акционерным обществом с капиталом в 400 тысяч рублей, владело крупными мельницами в Маньчжурии и паровыми мельницами в Сибири — Владивостоке, Чите), а также сеть универсальных магазинов. Имел недвижимость в Чите, Владивостоке, Нерчинске и других городах.
В родной деревне Кулаев построил школу и церковь, организовал раздачу детям новогодних подарков.
Во время Боксёрского восстания Кулаев понёс в Маньчжурии большие финансовые убытки. Однако все они были компенсированы предпринимателю из казны Российской империи. В 1915 он снова занялся золотодобычей, открыв крупные залежи жёлтого металла в Дарасуне.
После 1917 года вся недвижимость промышленника в России был национализирована, а на семью «объявлена охота». Тем временем Харбин оставался вне зоны досягаемости большевиков и туда хлынул поток беженцев. Кулаев защищал интересы русских перед китайскими властями и помогал соотечественникам. Он организовал начальные классы на станциях КВЖД, поддерживал столовую, способствовал созданию университета, в котором стали преподавать профессора из первого в Сибири Томского университета.

### В США
С 1920 года Иван Васильевич вместе с семьей жил в США, продолжая при этом заниматься бизнесом в Маньчжурии, где часто бывал и подолгу оставался. В Тяньцзине (Китай) он построил церковь и больницу. Занимался помощью русским эмигрантам. В 1930 в этих целях создал Просветительно-благотворительный фонд им. И. В. Кулаева, на который благотворитель пожертвовал 200 тысяч долларов. В 1935 побывал в Европе, где наблюдал тяжелое положение русской эмиграции. Это побудило его несколько скорректировать цели и задачи Фонда. Сыновья Ивана Васильевича учились в Калифорнийском университете в Беркли. Сам он много путешествовал по США, вникал в устройство производства и нужды эмигрантов. Скончался Кулаев в ноябре 1941 года.

## Помощь русским эмигрантам
Деньги Просветительно-благотворительного фонда им. И. В. Кулаева, устав которого был утверждён 17 декабря 1930 года, шли на помощь русским школам, русским детям, эмигрантам, оказавшимся в тяжелом материальном положении, художникам, писателям и учёным из их числа. Тратились только проценты с капитала, но не он сам. Делами Фонда должны были ведать попечители-директора. Большая часть денег направлялась во Францию, так как именно Париж стал основным центром Русского Зарубежья и прибежищем множества изгнанников. Однако помощь шла и в другие европейские страны (например до 1995 года — в Грецию), и в Латинскую Америку, Северную Африку, Северную Америку и даже в Японию. Фонд поддерживал не только частных лиц, но и четыре семинарии и ряд русских благотворительных организаций в США. С 1991 года Фонд стал работать с Восточной Европой. В 1997 председатель Фонда посетил Красноярск. Планировалось создать там семинарию РПЦ, как было завещано в общих чертах Кулаевым, однако достигнутые договоренности остались на словах, так как российская сторона не смогла дать Фонду требуемых гарантий. Красноярской краевой библиотеке было передано большое количество книг, в том числе русских классиков, работавших в зарубежье. Большая часть литературы была издана уже после смерти И. В. Кулаева. Книги и сегодня продолжают храниться в Красноярске.
В 90-е годы XX века Фонд поддерживал разные проекты, например, русских скаутов в Сан-Франциско, Русское Студенческое Православное Движение во Франции, русских разведчиков, русских витязей и т. п. молодежные движения. Оказывалась помощь и зарубежным печатным органам русской эмиграции.